# Jojo Rabbit
Jojo Rabbit és una pel·lícula de drama i comèdia negra del 2019 escrita i dirigida per Taika Waititi, amb un guió basat en el llibre Caging Skies de Christine Leunens. És protagonitzada per Scarlett Johansson, Roman Griffin Davis, Thomasin McKenzie i el propi Taika Waititi. S'ha subtitulat al català.
El febrer de 2020 la pel·lícula va aconseguir l'Oscar al millor guió adaptat, a càrrec de Waititi, qui es va convertir en la primera persona maori en guanyar un Oscar. Durant el seu discurs d'acceptació, va "dedicar-ho a tots els nens indígenes del món que vulguin fer art i ballar i escriure històries", i va afegir: "Som els narradors d'històries originals, i també ho fem aquí". Jojo Rabbit estava nominada a cinc categories més: millor pel·lícula (Taika Waititi i Chelsea Winstanley), millor actriu secundària (Scarlett Johansson), millor direcció artística, millor vestuari i millor muntatge.

## Sinopsi
En Jojo «Rabbit» Betzler (Roman Griffin Davis), un noi alemany solitari, veu com se li regira el món quan descobreix que la seva mare soltera, Rosie (Scarlett Johansson), amaga una jove jueva (Thomasin McKenzie) al seu àtic. Ajudat només pel seu amic imaginari, Adolf Hitler (Taika Waititi), en Jojo ha d'enfrontar-se al seu cec nacionalisme.

## Premis i nominacions
| Premi                                       | Data                                | Categoria                                         | Destinatari(s) | Resultat  |
| ------------------------------------------- | ----------------------------------- | ------------------------------------------------- | --- | --------- |
| Premis AACTA                                | 3 de gener de 2020 (9a edició)      | Millor guió internacional                         | Taika Waititi | Guanyador |
| Premis de l'Acadèmia                        | 9 de febrer de 2020 (92a edició)    | Millor pel·lícula                                 | Carthew Neal, Taika Waititi, i Chelsea Winstanley                                                                                     | Guanyador |
| Premis de l'Acadèmia                        | 9 de febrer de 2020 (92a edició)    | Millor actriu secundària                          | Scarlett Johansson | Nominat   |
| Premis de l'Acadèmia                        | 9 de febrer de 2020 (92a edició)    | Millor guió adaptat                               | Taika Waititi | Guanyador |
| Premis de l'Acadèmia                        | 9 de febrer de 2020 (92a edició)    | Millor direcció artística                         | Ra Vincent i Nora Sopková | Nominat   |
| Premis de l'Acadèmia                        | 9 de febrer de 2020 (92a edició)    | Millor vestuari                                   | Mayes C. Rubeo | Nominat   |
| Premis de l'Acadèmia                        | 9 de febrer de 2020 (92a edició)    | Millor muntatge                                   | Tom Eagles | Nominat   |
| American Cinema Editors                     | 17 de gener de 2020 (70a edició)    | Millor muntatge - Comèdia o musical               | Tom Eagles | Guanyador |
| ADG Excellence in Production Design Award   | 1 de febrer de 2020                 | Excel·lència en disseny de producció              | Ra Vincent | Nominat   |
| Premi BAFTA                                 | 2 de febrer de 2020 (73a edició)    | Millor actriu secundària                          | Scarlett Johansson | Nominat   |
| Premi BAFTA                                 | 2 de febrer de 2020 (73a edició)    | Millor guió adaptat                               | Taika Waititi | Guanyador |
| Premi BAFTA                                 | 2 de febrer de 2020 (73a edició)    | millor vestuari                                   | Mayes C. Rubeo | Nominat   |
| Premi BAFTA                                 | 2 de febrer de 2020 (73a edició)    | millor muntatge                                   | Tom Eagles | Nominat   |
| Premi BAFTA                                 | 2 de febrer de 2020 (73a edició)    | Millor banda sonora                               | Michael Giacchino | Nominat   |
| Premi BAFTA                                 | 2 de febrer de 2020 (73a edició)    | Millor disseny de producció                       | Ra Vincent i Nora Sopková | Nominat   |
| Casting Society of America (CSA)            | 30 de gener de 2020                 | Estudi independent – Comèdia                      | Des Hamilton | Guanyador |
| Cinema for Peace                            | 23 de febrer de 2020                | Premi del públic                                  | Jojo Rabbit | Nominat   |
| Costume Designers Guild Awards              | 28 de gener de 2020                 | Millor pel·lícula d'època                         | Mayes C. Rubeo | Guanyador |
| Premis de la Crítica Cinematogràfica        | 12 de gener de 2020 (25a edició)    | Millor pel·lícula                                 | Jojo Rabbit | Nominat   |
| Premis de la Crítica Cinematogràfica        | 12 de gener de 2020 (25a edició)    | Millor actriu secundària                          | Scarlett Johansson | Nominat   |
| Premis de la Crítica Cinematogràfica        | 12 de gener de 2020 (25a edició)    | Millor actor jove                                 | Roman Griffin Davis | Guanyador |
| Premis de la Crítica Cinematogràfica        | 12 de gener de 2020 (25a edició)    | Millor actor jove                                 | Thomasin McKenzie | Nominat   |
| Premis de la Crítica Cinematogràfica        | 12 de gener de 2020 (25a edició)    | Millor actor jove                                 | Archie Yates | Nominat   |
| Premis de la Crítica Cinematogràfica        | 12 de gener de 2020 (25a edició)    | Millor guió adaptat                               | Taika Waititi | Nominat   |
| Premis de la Crítica Cinematogràfica        | 12 de gener de 2020 (25a edició)    | Millor comèdia                                    | Jojo Rabbit | Nominat   |
| Directors Guild of America Awards           | 25 de gener de 2020 (72a edició)    | Millor direcció – Llargmetratge                   | Taika Waititi | Nominat   |
| Premis Globus d'Or                          | 5 de gener de 2020 (77a edició)     | Millor pel·lícula – Musical o Comèdia             | Jojo Rabbit | Nominat   |
| Premis Globus d'Or                          | 5 de gener de 2020 (77a edició)     | Millor actor – Musical o Comèdia                  | Roman Griffin Davis | Nominat   |
| Hollywood Critics Association Award         | 9 de gener de 2020                  | Millor pel·lícula                                 | Jojo Rabbit | Nominat   |
| Hollywood Critics Association Award         | 9 de gener de 2020                  | Millor director masculí                           | Taika Waititi | Nominat   |
| Hollywood Critics Association Award         | 9 de gener de 2020                  | Millor guió adaptat                               | Taika Waititi | Guanyador |
| Hollywood Critics Association Award         | 9 de gener de 2020                  | Millor actuació (menor de 23 anys)                | Roman Griffin Davis | Nominat   |
| Hollywood Critics Association Award         | 9 de gener de 2020                  | Millor actuació (menor de 23 anys)                | Thomasin McKenzie | Nominat   |
| Hollywood Film Award                        | 3 de novembre de 2019 (23a edició)  | Premi cinematogràfic                              | Mihai Mălaimare Jr. | Guanyador |
| Hollywood Film Award                        | 3 de novembre de 2019 (23a edició)  | Premi disseny de producció                        | Ra Vincent | Guanyador |
| Hollywood Music in Media Awards             | 23 de novemnre de 2019              | Millor partitura original d'un llargmetratge      | Michael Giacchino | Nominat   |
| Humanitas Prizes                            | 24 de gener de 2020 (45a edició)    | Millor llargmetratge de comèdia o musical         | Jojo Rabbit | Guanyador |
| Producers Guild of America Award            | 18 de gener de 2020                 | Millor pel·lícula teatral                         | Jojo Rabbit | Nominat   |
| Satellite Awards                            | 19 de desembre de 2019              | Millor actor – Llargmetratge de comèdia o musical | Taika Waititi | Nominat   |
| Satellite Awards                            | 19 de desembre de 2019              | Millor guió adaptat                               | Taika Waititi | Nominat   |
| Premi del Sindicat d'Actors de Cinema       | 19 de gener de 2020 (26a edició)    | Millor actuació de repartiment                    | Alfie Allen, Roman Griffin Davis, Scarlett Johansson, Thomasin McKenzie, Stephen Merchant, Sam Rockwell, Taika Waititi i Rebel Wilson | Nominat   |
| Premi del Sindicat d'Actors de Cinema       | 19 de gener de 2020 (26a edició)    | Millor actriu femenina secundària                 | Scarlett Johansson | Nominat   |
| Festival Internacional de Cinema de Toronto | 15 de setembre de 2019 (44a edició) | Premi del públic                                  | Jojo Rabbit | Guanyador |
| Premis del Sindicat de Guionistes d'Amèrica | 1 de febrer de 2020                 | Millor guió adaptat                               | Taika Waititi | Guanyador |